# 同风集团
山西省同风肉制品集团股份有限公司，简称同风集团，是曾位于山西省大同市的一家大型企业。公司的前身是大同市肉制品厂，典型产品有同风牌火腿肠。
1964年，大同市第二商业局食品公司熟肉商店开业，1986年11月更名为大同市肉制品厂，1990年被大同市财政局评定为中型企业。1993年3月更名为大同同风肉制品厂，同年被评定为大型企业。1998年山西省同风肉制品集团股份有限公司成立，并组建山西同风农业股份有限公司，为股票上市做准备。1999年公司日生产肉制品30吨到40吨，年产值达6亿，规模仅次于春都、双汇。
2000年6月，公司陷入全面停产状态，2002年初曾短暂复工。2005年企业注销。